# 1006 Lagrangea
1006 Langrangea là một tiểu hành tinh vành đai chính được phát hiện bởi Sergei Ivanovich Belyavsky ngày 12 tháng 9 năm 1923. Tên ban đầu của nó là 1923 OU. Nó được đặt theo tên nhà toán học Joseph Louis Lagrange.